# TI Programmer

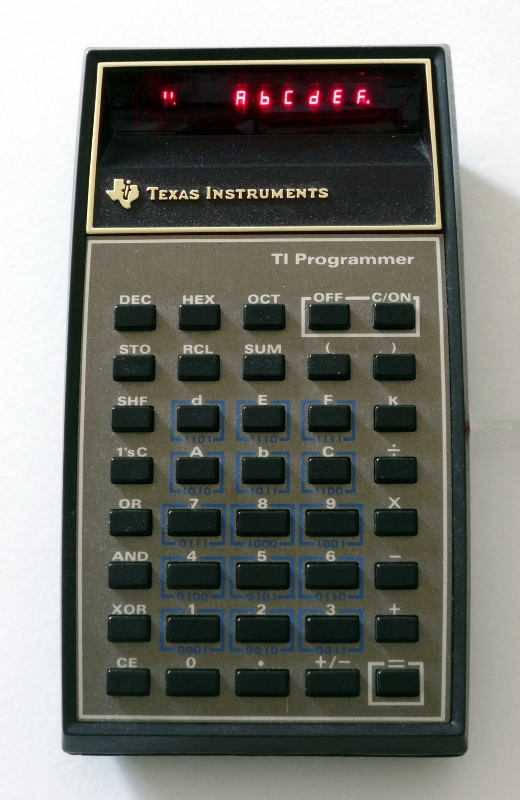
TI Programmer im Hexadezimal-Modus (erkennbar an den beiden Strichen links im Display) und der Zahl ABCDEF in der Anzeige

Der TI Programmer ist ein Taschenrechner für boolesche Rechnungen. Er unterstützt das Rechnen mit Binär-, Oktal-, Dezimal- und Hexadezimalzahlen und richtet sich vor allem an Programmierer. Der Rechner wurde von Texas Instruments im Jahre 1977 vorgestellt.
Die Einführung von Programmiersprachen der zweiten Generation führte dazu, dass sich der Rechner Ende der 1980er Jahre nicht mehr verkaufte. Die gebotenen Funktionen sind heute üblicherweise Bestandteil der meisten wissenschaftlichen Taschenrechner, sodass der TI Programmer heute nur noch von historischem bzw. musealem Interesse ist.